# Zu den drei Krebsen

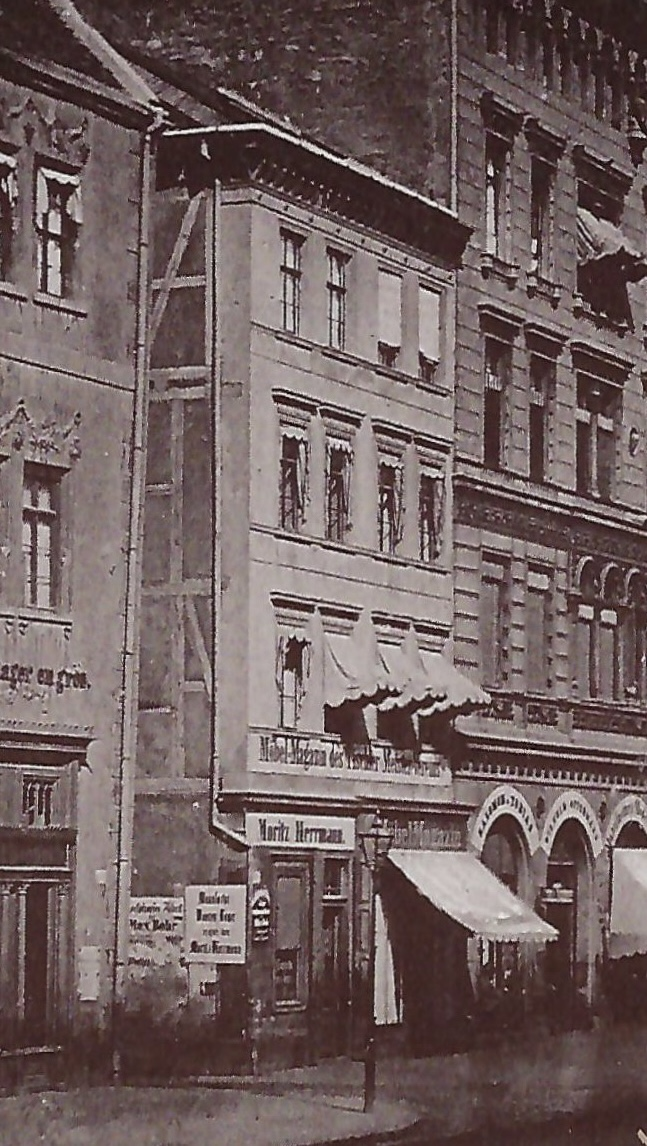
Haus Zu den drei Krebsen, 1890 oder früher

Das Haus Zu den drei Krebsen (auch in der Schreibweise Zu den 3 Krebsen) war ein historisches Gebäude in Magdeburg im heutigen Sachsen-Anhalt. Es wurde im Zweiten Weltkrieg zerstört.

## Lage
Das Gebäude befand sich in der Magdeburger Altstadt auf der Westseite des Breiten Wegs an der Adresse Breiter Weg 147. Unmittelbar südlich des Hauses mündete die Straße Georgenplatz ein. Nördlich grenzte das Haus Zum 10. Mai an. Heute befindet sich an dieser Stelle etwa der mittlere Bereich der Ostseite des Karstadt Magdeburg.

## Geschichte
1631 war der Notar und Viertelsherr Johann Nüchtern Eigentümer des Brauhauses. Er wurde auch 1635 als Eigentümer geführt, 1650 dann seine Witwe, die die Stätte in diesem Jahr ausbesserte und dann bebaute. Sie wurde zuletzt 1663 erwähnt. 1670 und dann bis 1673 gehörte das Anwesen Dietrich Nolte, der ein neues Haus errichtete. Seine Witwe erbte es für 1200 Taler, die bis 1679 erwähnt wurde. 1688 gehörte das Brauhaus Martin Richter, dann dem Inhaber der Hofapotheke Gottfried Henning Sievert, auf den seine Witwe folgte. Im Jahr 1728 erwarb es Sebastian Bartholomeus Eitze für 3200 Taler. Über längere Zeit trug die südlich des Gebäudes einmündende Straße nach dem Haus den Namen Dreikrebsenstraße und 1702 noch Krebsstraße. 1803 gehörte das Haus Notz, 1817 dem Glashändler J. G. Notz und 1845 Gottfr. Notz.
Vermutlich Mitte des 19. Jahrhunderts entstand ein viergeschossiges Wohn- und Geschäftshaus mit einer vierachsigen, verputzten Fassade zum Breiten Weg hin. Zum nördlichen Nachbarhaus Nummer 146 bestand ein Brandgiebel, bedeckt war der Bau mit einem Walmdach. Das Erdgeschoss und die Fassade zum Breiten Weg waren in massiver Bauweise ausgeführt, andere Teile des Hauses in Fachwerk. Erd- und erstes Obergeschoss dienten als Verkaufsräume, die beiden oberen Geschosse als Wohnungen. 1870 gehörte das Gebäude Haaks Erben, 1914 Frau Amalie Rosenbaum. Frau Rosenbaum verkaufte das Haus 1918 an die jüdische Familie Michaelis. Die Brüder Julius und Rudolf Michaelis betrieben im Haus ein Unternehmen für Herren- und Damenbekleidung. 1925 wurde ein Herrenkleiderfabrikant M. Michaelis als Eigentümer genannt. In der Zeit bis 1929 erfolgte ein Umbau des Erdgeschosses und eine Abstumpfung der Ecke zum Georgenplatz, von wo auch ein Nebeneingang bestand. 1938 wurde als Eigentümer der Kaufmann Moritz Michaelis geführt. Geschäft und Gebäude wurden 1939 zwangsweise arisiert. 1940 wurde die Plantagen-Kaffee Import Compagnie mbH Berlin als Eigentümer genannt. 

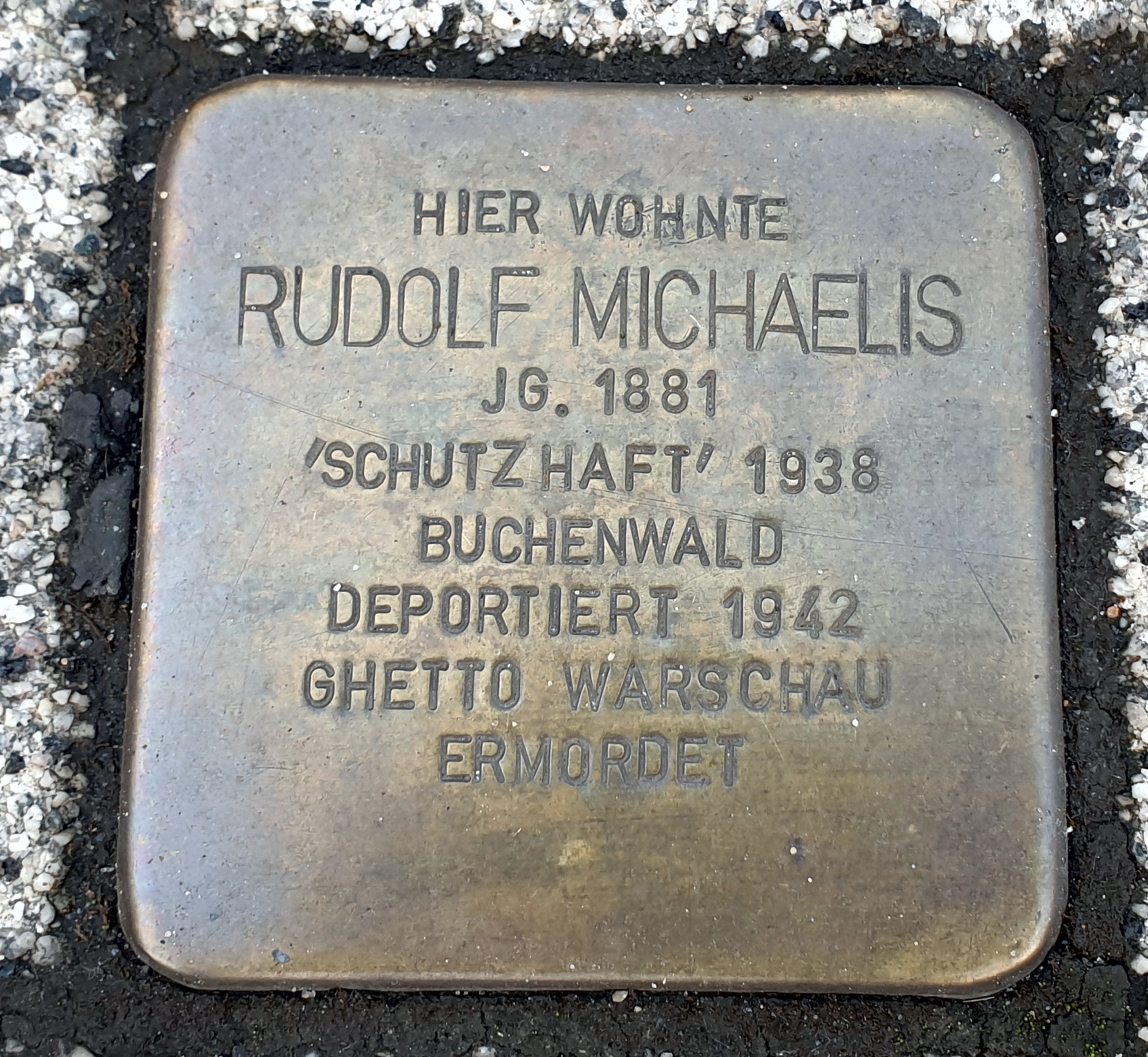
Stolperstein für Rudolf Michaelis

Noch bis 1942 lebten Mitglieder der jüdischen Familien Michaelis und Rosenbaum im Haus. Sie wurden dann in das KZ Auschwitz verschleppt. Rudolf Michaelis wohnte ebenfalls im Haus, bis er gezwungen wurde in ein Judenhaus umzuziehen. Er wurde 1942 in das Warschauer Ghetto deportiert und noch im gleichen Jahr im KZ Treblinka ermordet. Ein 2018 verlegter Stolperstein erinnert an sein Schicksal. Ab dem Jahr 1925 lebte auch der jüdische Kaufmann Felix Panke im Haus. Er wurde 1942 in Gestapohaft ermordet. 2023 wurde zur Erinnerung an sein Schicksal ein Stolperstein verlegt.
Im Zweiten Weltkrieg wurde das Haus zerstört. In der Zeit der DDR entstand in diesem Bereich das Centrum Warenhaus.